# Thác Mơ (Quảng Yên)
Thác Mơ là thác ở vùng đất giáp ranh phường Đông Mai và Minh Thành, thị xã Quảng Yên tỉnh Quảng Ninh, Việt Nam.
Thác Mơ nằm trên dòng suối Mơ ở làng Lâm Sinh. Suối Mơ bắt nguồn từ sườn nam dãy núi kéo dài từ Yên Tử đến Yên Lập. Suối đến dài khoảng trên 5 km, khi chảy qua các bậc địa hình khác nhau đã tạo ra ba con thác là Thác Hoa Sen, Thác Đôi và Thác Mơ.
Thác Mơ ở cách điểm rẽ vào đường lên thác ở quốc lộ 18 cỡ gần 3 km. Dịch vụ du lịch ở thác được tổ chức thành Khu du lịch Thác Mơ. Dịch vụ phát triển phục vụ du lịch trong ngày được nâng cao, phục vụ khu công nghiệp khu vực Biểu Nghi của thị xã Quảng Yên.

## Sự cố
Vào khoảng 18 h ngày 21/5/2018 tại bể bơi của khu du lịch Thác Mơ, một học sinh sinh năm 2002 của trường THPT Ngô Quyền, Thành phố Hạ Long, đã bị đuối nước khi tham gia sinh hoạt ngoại khóa do lớp tổ chức. Lúc đó tại bể bơi có rất đông người tắm nhưng không ai phát hiện ra vì nghĩ rằng nạn nhân đang nín thở để lặn xuống nước.